# وست‌ورلد (فصل ۴)
فصل چهارم سریال تلویزیونی دیستوپیایی و علمی تخیلی آمریکایی وست‌ورلد، با عنوان فرعی «انتخاب»، در ۲۶ ژوئن ۲۰۲۲ از شبکه HBO شروع به پخش کرد و شامل هشت قسمت خواهد بود. این سریال توسط جاناتان نولان و لیزا جوی ساخته شده و بر اساس فیلمی با همین نام در سال ۱۹۷۳ به نویسندگی و کارگردانی مایکل کرایتون ساخته شده‌است. در فصل چهارم گروهی به رهبری ایوان ریچل وود، تاندیو نیوتن، جفری رایت، تسا تامپسون، آرون پل، جیمز مارسدن و اد هریس به ایفای نقش می‌پردازند.

## خلاصه داستان
نیمه اول فصل چهارم هفت سال پس از پایان فصل ۳ و در سال ۲۰۶۰ اتفاق می‌افتد، در حالی که نیمه دوم آن ۲۳ سال بعد در سال ۲۰۸۳ اتفاق می‌افتد، و به‌عنوان «اودیسه‌ای تاریک دربارهٔ سرنوشت زندگی موجودات هوشمند بر روی زمین» توصیف شده‌است. " این فصل شامل یک شهربازی است که از روی دهه خروشان ۱۹۲۰ الگوبرداری شده‌است.

## تولید
اندکی قبل از پایان فصل سوم سریال در آوریل ۲۰۲۰، HBO سریال Westworld را برای فصل چهارم تمدید کرد. Aurora Perrineau در نقشی تکرارشونده به بازیگران پیوست، و تولید در ژوئن 2021 در استودیو Melody Ranch در نیوهال، کالیفرنیا در حال شروع بود. فیلمبرداری در ماه ژوئیه به دلیل مثبت بودن نتیجه آزمایش COVID-19 یکی از عوامل برای مدت کوتاهی متوقف شد، اما پس از دو روز از سر گرفته شدو در نهایت در دسامبر ۲۰۲۱ به پایان رسید.

### بازار یابی
اولین نگاه به فصل چهارم در ۲۲ دسامبر ۲۰۲۱ در تیزری در اچ‌بی‌او مکس منتشر شد که دیدی اجمالی از شخصیت‌های گذشته با بازی اد هریس، تاندیو نیوتن و آرون پل ارائه کرد. HBO به Variety گفت که این فصل در تابستان ۲۰۲۲ پخش خواهد شد. در تریلر ویدیویی وایرال آن که با عنوان «به نظر من این شبیه هیچ چیزی نیست» در می ۲۰۲۲ منتشر شد اعلام شد که تاریخ پخش این فصل در روز ۲۶ ژوئن ۲۰۲۲ خواهد بود. در جشنواره تلویزیونی ATX 2022، شعار فصل «سازگار شو یا بمیر» اعلام شد و از پوستر فصل رونمایی شد، همچنین زمانی که جیمز مارسدن در پنل این جشنواره حاضر شد، بازگشت شخصیت تدی فلود فاش شد.

## بازخورد

### بازخورد منتقدان
سایت نقد فیلم Rotten Tomatoes با بررسی نظرات ۳۷ منتقد، اعلام کرده که ۸۰٪ آن‌ها نظر مثبت دربارهٔ فیلم داشته‌اند و به صورت میانگین نمرهٔ ۷ از ۱۰ به آن داده‌اند. نظر اجماعی منتقدان در این وبسایت این‌گونه درج شده‌است: «تکیه مستمر Westworld به رمز و راز همان‌قدر که هیجان انگیز است، ناامید می‌کند، اما این فصل همچنان بینش‌های درخشان و ترسناک زیادی را نسبت به این دنیای جدید ارائه می‌دهد.» متاکریتیک، طبق میانگین وزنی نمرات داده شده توسط منتقدان، بر اساس ۱۸ منتقد، به این سریال نمره ۶۴ از ۱۰۰ داده‌است و این نظرات را «عموماً مثبت» توصیف کرده‌است.